# Saviors
Saviors es el decimocuarto álbum de estudio de la banda de rock estadounidense Green Day, lanzado el 19 de enero de 2024 a través de Reprise.

## Antecedentes
Saviors se grabó en Londres, Inglaterra y Los Ángeles, California, y es la primera colaboración con el productor Rob Cavallo desde 2012.  Los primeros informes indicaron que el disco se titularía 1972, que significa el año en que nacieron los tres miembros.  Antes del lanzamiento del álbum, la banda tocó una canción titulada "1981" durante su presentación en vivo en el Festival d'été de Québec el 16 de julio de 2023. La banda anunció el álbum con el título Saviors el 24 de octubre de 2023 y lanzó la canción "The American Dream Is Killing Me" con un video musical con temática de zombis. Escrita y grabada como una de las últimas pistas del álbum, Billie Joe Armstrong reveló que inmediatamente decidieron lanzar la canción como sencillo principal después de grabarla. La banda interpretó por primera vez el sencillo y otra canción titulada "Look Ma, No Brains!"  en Las Vegas, Nevada, como parte de su festival When We Were Young programado para el 21 de octubre de 2023. La canción constituye "una mirada a la forma en que el tradicional sueño americano no funciona para mucha gente", sino que, en cambio, les duele.  Green Day se embarcará en una gira por estadios por América del Norte junto con The Smashing Pumpkins, Rancid y The Linda Lindas en 2024.

## Recepción
Saviors recibió una puntuación de 71 sobre 100 en el agregador de reseñas Metacritic, basándose en 18 reseñas de críticos, lo que indica una recepción «generalmente favorable». Andrew Trendell de NME lo llamó el mejor álbum de Green Day desde American Idiot, así como «un desafiante acto que se encontró con un encogimiento de hombros; una banda que decía: 'Todavía estamos aquí y todavía estamos jodidos'». Uncut escribió que el la banda «desata 15 éxitos compactos, principalmente pro forma».

## Lista de canciones
| Lista de canciones de Saviors |                                               |          |  |
| N.º                           | Título                                        | Duración |  |
| 1.                            | «The American Dream is Killing Me»            | 3:06     |  |
| 2.                            | «Look Ma, No Brains!»                         | 2:03     |  |
| 3.                            | «Bobby Sox»                                   | 3:44     |  |
| 4.                            | «One Eyed Bastard»                            | 2:52     |  |
| 5.                            | «Dilemma»                                     | 3:18     |  |
| 6.                            | «1981»                                        | 2:09     |  |
| 7.                            | «Goodnight Adeline»                           | 2:56     |  |
| 8.                            | «Coma City»                                   | 3:28     |  |
| 9.                            | «Corvette Summer»                             | 3:02     |  |
| 10.                           | «Suzie Chapstick»                             | 3:16     |  |
| 11.                           | «Strange Days Are Here to Stay»               | 3:05     |  |
| 12.                           | «Living in the '20s»                          | 2:06     |  |
| 13.                           | «Father to a Son»                             | 3:54     |  |
| 14.                           | «Saviors»                                     | 2:55     |  |
| 15.                           | «Fancy Sauce»                                 | 4:01     |  |
| 16.                           | «Fever» (Bonus Track)                         | 2:23     |  |
| 17.                           | «Smash It Like Belushi» (Edición Deluxe)      | 2:49     |  |
| 18.                           | «Stay Young» (Edición Deluxe)                 | 4:10     |  |
| 19.                           | «Fuck Off» (Edición Deluxe)                   | 2:03     |  |
| 20.                           | «Ballyhoo» (Edición Deluxe)                   | 2:46     |  |
| 21.                           | «Suzie Chapstick (acústico)» (Edición Deluxe) | 3:01     |  |
| 22.                           | «Father to a Son (acústico)» (Edición Deluxe) | 3:53     |  |
| 23.                           | «Underdog» (Edición Deluxe)                   | 2:14     |  |

## Personal
Green Day
- Billie Joe Armstrong - voz principal, guitarras
- Mike Dirnt - bajo, coros
- Tré Cool - batería, percusión

Producción
- Rob Cavallo - productor
- Chris Lord-Alge - mezcla [25]